# Trafford
Trafford (Metropolitan Borough of Trafford) – dystrykt metropolitalny w hrabstwie ceremonialnym Wielki Manchester w Anglii.

## Miasta
- Altrincham
- Partington
- Sale
- Stretford
- Urmston

## Inne miejscowości
Ashton upon Mersey, Bowdon, Broadheath, Brooklands, Carrington, Dunham Massey, Dunham Town, Flixton, Gorse Hill, Hale Barns, Hale, Timperley, Warburton.